# Tramlijn 15 (Antwerpen)
De Antwerpse premetro-tramlijn 15 verbindt Boechout (P+R Capenberg) en Linkeroever (Regatta)

## Traject
Via Provinciesteenweg, Liersesteenweg, Statielei, Gemeenteplein (Mortsel) - Antwerpsestraat - Grotesteenweg - Mechelsebrug - Grotesteenweg - Mechelsesteenweg - Belgiëlei - premetrotak Zuid (stations Plantin, Diamant) - premetrotak West (stations Opera, Meir, Groenplaats, Van Eeden) - Blancefloerlaan.

## Geschiedenis
Oorspronkelijk reed tramlijn 15 slechts van Mortsel tot het Astridplein, als versterking van tramlijn 7. Bij de ingebruikname van de premetro in 1975 werd ze echter ondergronds verlengd tot de Groenplaats. In 1980 werd ook het stuk tussen de De Keyserlei en de Belgiëlei ondergronds gebracht, en in 1990 werd de lijn via de Brabotunnel onder de Schelde door verlengd tot P+R Linkeroever.
Volgens het Masterplan voor mobiliteit in Antwerpen zou deze lijn tegen 2015 doorgetrokken worden tot Kontich en tram 7 tot Boechout. Wegens capaciteitsproblemen door onvoldoende HermeLijntrams en doordat een verlenging naar Kontich voor 2022 niet realistisch is, rijdt tram 15 sinds zaterdag 15 september 2012 naar Boechout.
In de nacht van 31 december 2013 op 1 januari 2014 reed tram 15 als proefproject heel de nacht lang om het half uur vanaf 0 (einde dagdienst) tot 5 uur 's morgens (begin dagdienst). Er werd beslist dit in de nacht van 31 december 2015 op 1 januari 2016 te herhalen. Ook in de nacht van 31 december 2016 op 1 januari 2017 werd dit herhaald en tevens werd deze nieuwjaarsnachttram in de nachten van 2017 op 2018, van 2018 op 2019 en van 2019 op 2020 herhaald. Wegens maatregelen inzake de coronapandemie reed de nieuwjaarsnachttram niet in de nacht van 31 december 2020 op 1 januari 2021 en reed die ook in de nacht van 31 december 2021 op 1 januari 2022 niet. Er was een aanbod tot halfeen 's nachts.
Deze lijn stopte tussen 1 september 2016 en 7 december 2019 niet in station Opera, dat werd omgebouwd tot kruisstation.
In 2015 vervoerde deze tramlijn 20.040.964 passagiers.
Op maandag 17 januari 2022 veranderde de halte P+R Linkeroever van naam en werd het de halte Regatta met eindlus voor tramlijn 15. De volgende halte Schep Vreugde veranderde ook van naam en werd de halte P+R Linkeroever met eindlus voor de tramlijn 5 en tramlijn 9.

## Toekomst
Deze lijn zal tijdens de premetrowerken van mei 2026 tot november 2026 van P+R Boechout tot Diamant vervangen worden door de tijdelijke tramlijn 3/15 (P+R Merksem - P+R Boechout). Op het traject van Diamant naar Linkeroever is er dan geen tramverkeer.
Er zijn plannen om deze lijn naar het westen te verlengen tot het huidige eindpunt van tramlijn 3 in Zwijndrecht, of om ze de woonwijken van Linkeroever te laten bedienen.
Het huidige bestuur van DeLijn Antwerpen heeft ook de intentie geuit om in Mortsel tussen de halten Kaphaan en Kerkstraat aan het station Mortsel-Liersesteenweg een bijkomende halte Station Liersesteenweg te voorzien.

### Plan 2021
Volgens plan 2021 zou vanaf eind 2021 de huidige lijn 15 onder een nieuw nummer M7 rijden (Zie ook Nethervorming basisbereikbaarheid). Er werd besloten om dit plan uit te stellen omdat er eerst voldoende nieuwe trams moeten zijn voor dit plan wordt uitgevoerd.

## Materieel

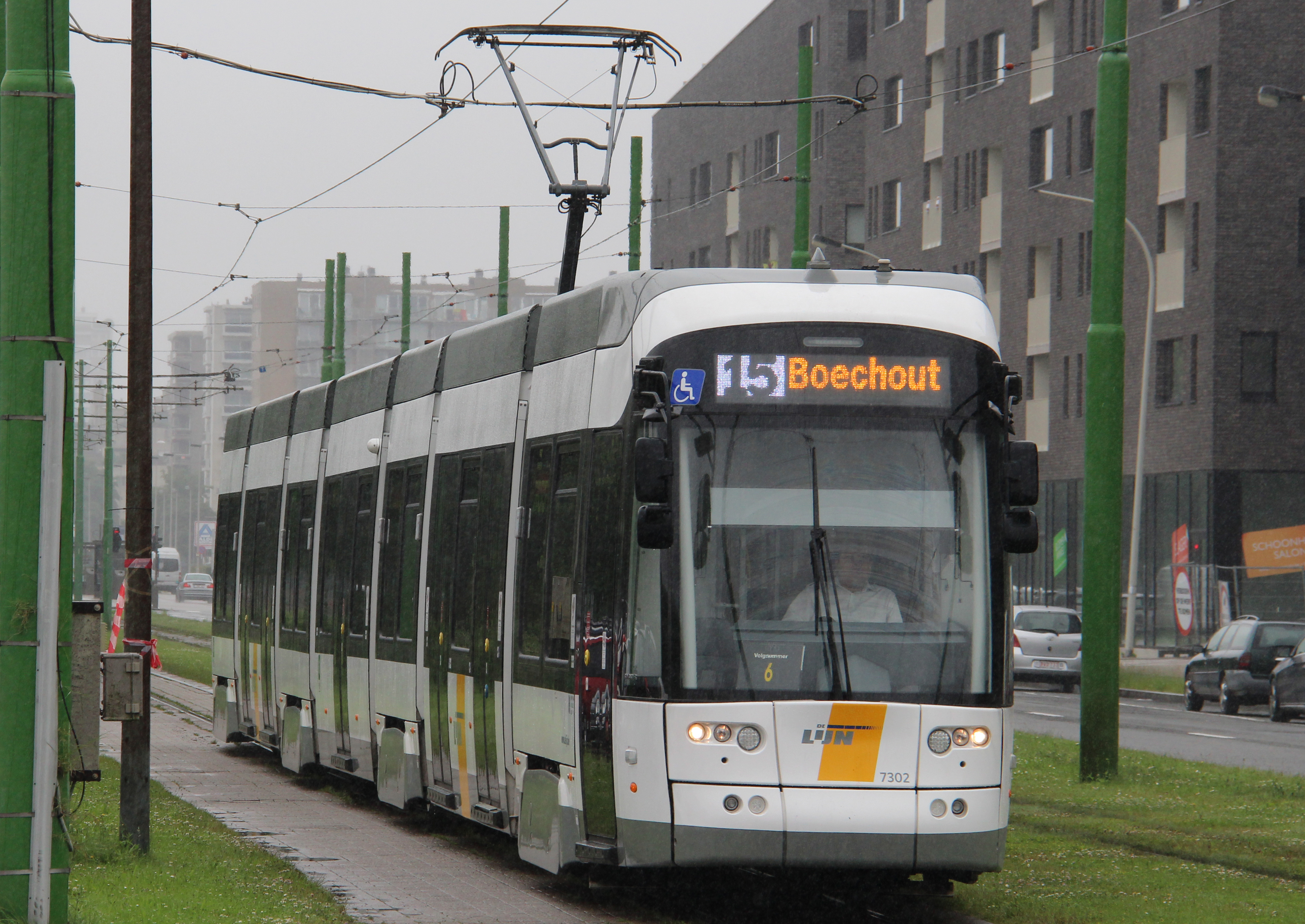
Een Albatrostram op lijn 15.

Op deze lijn worden 43m lange Albatrostrams ingezet, in combinatie met HermeLijntrams. Om de lijn voor te bereiden op de langere trams vanaf november 2015 moesten enkele perrons worden verlengd.

## Kleur
De kenkleur van de lijnfilm van deze lijn is wit met als tekstkleur groen. Eind 2007 was men even overgeschakeld op een beige achtergrond en zwarte tekst, maar dit gaf onvoldoende onderscheid met de gele lijn 3. De kenkleur van deze lijn is nu opnieuw een witte achtergrond met een donkergroene tekstkleur: . De komende lijn M7 krijgt een witte tekst op een rode achtergrond: M7